# Liệu pháp ánh sáng
Quang trị liệu hoặc liệu pháp ánh sáng (tiếng Anh: light therapy, phototherapy, heliotherapy) là phương pháp trị liệu bao gồm tiếp xúc với ánh sáng ban ngày hoặc tiếp xúc với các phổ điện từ cụ thể của ánh sáng sử dụng ánh sáng phân cực polychromatic, tia laser, điốt phát quang, đèn huỳnh quang, đèn lưỡng cực, ánh sáng toàn quang. Ánh sáng được quản lý trong một khoảng thời gian nhất định và trong một số trường hợp là vào một thời điểm cụ thể trong ngày.
Một cách sử dụng chung của thuật ngữ này liên quan đến việc điều trị các bệnh da liễu, chủ yếu là bệnh vẩy nến, mụn trứng cá, chàm và vàng da ở trẻ sơ sinh.
Liệu pháp ánh sáng soi qua võng mạc mắt được sử dụng để điều trị bệnh võng mạc tiểu đường và các rối loạn nhịp sinh học như rối loạn giai đoạn giấc ngủ đến trễ, cũng có thể được sử dụng để điều trị chứng trầm cảm theo mùa, với một số hỗ trợ cho việc sử dụng nó cũng như rối loạn tâm thần không theo mùa.

## Sử dụng trong y học

### Các chứng bệnh về da
Các phương pháp điều trị bao gồm để da tiếp xúc với tia cực tím. Nơi tiếp xúc có thể là vùng nhỏ của da hoặc trên toàn bộ bề mặt cơ thể. Điều trị phổ biến nhất là với tia UVB dải hẹp (NB-UVB) với bước sóng 311-313 nanômét. Nó đã được xem rằng đây là điều trị an toàn nhất. Quang trị liệu toàn cơ thể ở bệnh viện hoặc tại nhà bằng cách sử dụng buồng UVB năng lượng cao.

#### Viêm da dị ứng
Quang trị liệu được coi là một trong những liệu pháp đơn trị liệu tốt nhất cho bệnh viêm da dị ứng khi áp dụng cho bệnh nhân không có tác dụng với phương pháp điều trị truyền thống. Liệu pháp này cung cấp một loạt các lựa chọn: UVA1 cho viêm da dị ứng cấp, NB-UVB cho viêm da dị ứng mãn tính, và balneophototherapy đã chứng minh hiệu quả trong thời gian qua. Bệnh nhân dung nạp liệu pháp một cách an toàn nhưng cũng như trong bất kỳ liệu pháp nào đều có những tác dụng bất lợi và nên cẩn thận khi áp dụng, đặc biệt là đối với trẻ em.

#### Bệnh vẩy nến
Đối với bệnh vẩy nến, quang trị liệu UVB đã được chứng minh là có hiệu quả. Một đặc điểm của bệnh vẩy nến là viêm cục bộ trung gian bởi hệ miễn dịch. Bức xạ tia cực tím được biết đến để ngăn chặn hệ thống miễn dịch và giảm đáp ứng viêm. Liệu pháp ánh sáng cho các bệnh về da như bệnh vẩy nến thường sử dụng NB-UVB (bước sóng 311 nm) mặc dù nó có thể sử dụng tia UV-A (bước sóng 315-400 nm) hoặc tia UV-B (280-315 nm). UV-A kết hợp với psoralen (một loại thuốc uống), được gọi là điều trị PUVA. Trong phương pháp trị liệu bằng tia UVB, thời gian phơi nhiễm rất ngắn, vài giây tùy thuộc vào cường độ của đèn và độ sắc tố da của người và độ nhạy. Thời gian được điều khiển bằng bộ hẹn giờ tắt đèn sau khi thời gian điều trị kết thúc.

#### Bạch biến
Một phần trăm dân số mắc phải bạch biến và quang trị liệu UVB dải hẹp là phương pháp điều trị hiệu quả. "Kết quả quang trị liệu NB-UVB trong sự hồi phục đáng hài lòng ở bệnh nhân bạch biến của chúng tôi và nên được cung cấp như một lựa chọn để điều trị."

#### Mụn trứng cá

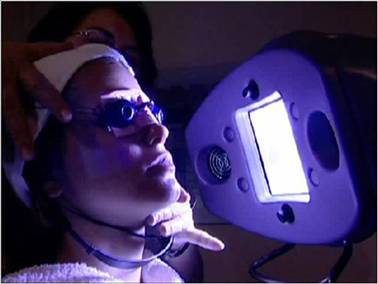
Ánh sáng xanh lam cường độ cao (425 nm) được sử dụng để điều trị mụn trứng cá.

Bằng chứng về điều trị ánh sáng và laser trong mụn trứng cá vào năm 2012 là không đủ để khuyến cáo. Có bằng chứng trung bình về hiệu quả của phương pháp điều trị ánh sáng xanh lam và xanh lam-đỏ trong điều trị mụn trứng cá nhẹ, nhưng hầu hết các nghiên cứu đều có chất lượng thấp. Trong khi phương pháp điều trị bằng ánh sáng dường như cung cấp lợi ích ngắn hạn, vẫn thiếu dữ liệu kết quả lâu dài hoặc dữ liệu ở những người bị mụn trứng cá nặng.

#### Ung thư
Theo Hiệp hội Ung thư Hoa Kỳ, có một số bằng chứng cho thấy liệu pháp tia cực tím có thể có hiệu quả trong việc giúp điều trị một số loại ung thư da và liệu pháp xạ trị máu bằng tia cực tím (ultraviolet blood irradiation therapy) được thiết lập cho ứng dụng này. Tuy nhiên, việc sử dụng thay thế ánh sáng để điều trị ung thư - liệu pháp hộp ánh sáng (light box therapy) và liệu pháp màu sắc (chromotherapy) không được chứng minh bởi các bằng chứng. Liệu pháp quang động lực (photodynamic therapy) (thường là với ánh sáng đỏ) để điều trị các loại ung thư da không tế bào hắc tố bề mặt (superficial non-melanoma skin cancers).

#### Các bệnh về da khác
Quang trị liệu có thể có hiệu quả trong điều trị bệnh chàm, viêm da dị ứng, phát ban đa dạng do ánh sáng (polymorphous light eruption), u lympho T ở da (cutaneous T-cell lymphoma) và bệnh lichen phẳng (lichen planus). Các đèn UVB dải hẹp, 311-313 nanomet là phương pháp điều trị phổ biến nhất.

#### Làm lành vết thương
Liệu pháp laser cấp thấp đã được nghiên cứu như một phương pháp điều trị tiềm năng cho các vết thương mãn tính. Đánh giá của các tài liệu khoa học không hỗ trợ sử dụng rộng rãi kỹ thuật này do kết quả không nhất quán và chất lượng nghiên cứu thấp. Các tia laser năng lượng cao hơn cũng đã được sử dụng để đóng các vết thương cấp tính như là một sự thay thế cho khâu vết thương.

### Các chứng bệnh võng mạc
Có bằng chứng sơ bộ rằng liệu pháp ánh sáng có hiệu quả điều trị bệnh võng mạc tiểu đường và phù hoàng điểm do võng mạc tiểu đường (diabetic macular oedema).

### Liên quan đến tâm trạng và giấc ngủ

#### Trầm cảm theo mùa
Hiệu quả của liệu pháp ánh sáng để điều trị trầm cảm theo mùa có thể liên quan đến thực tế rằng liệu pháp ánh sáng sẽ bù đắp việc thiếu ánh sáng mặt trời và đặt lại đồng hồ sinh học bên trong cơ thể. Các nghiên cứu chỉ ra rằng liệu pháp ánh sáng giúp làm giảm các hành vi suy nhược và suy trầm cảm, như buồn ngủ và mệt mỏi quá mức, với kết quả kéo dài ít nhất 1 tháng. Liệu pháp ánh sáng được ưa thích hơn thuốc chống trầm cảm trong điều trị trầm cảm theo mùa vì nó là liệu pháp tương đối an toàn và dễ dàng.
Phản ứng tích cực của liệu pháp ánh sáng cho chữa trầm cảm theo mùa có thể phụ thuộc vào mùa. Liệu pháp buổi sáng đã mang lại kết quả tốt nhất vì ánh sáng vào buổi sáng sớm giúp điều chỉnh nhịp độ hằng ngày.
Một nghiên cứu có hệ thống năm 2007 của Cơ quan Thụy Điển SBU đã tìm thấy đủ bằng chứng cho thấy liệu pháp ánh sáng làm giảm triệu chứng trầm cảm hoặc trầm cảm theo mùa. Báo cáo khuyến nghị rằng: "Khoảng 100 người tham gia được yêu cầu phải xác định rằng liệu pháp có hiệu quả hơn một cách vừa phải so với giả dược". Mặc dù điều trị ở các phòng trị liệu bằng ánh sáng đã được thiết lập tốt ở Thụy Điển, nhưng không có nghiên cứu có kiểm soát thỏa đáng về vấn đề này. Điều này dẫn đến việc đóng một số phòng khám trị liệu bằng ánh sáng tại Thụy Điển.

#### Trầm cảm không theo mùa
Liệu pháp ánh sáng cũng đã được đề xuất trong điều trị chứng trầm cảm không theo mùa và rối loạn tâm trạng tâm thần khác, bao gồm trầm cảm, rối loạn lưỡng cực và trầm cảm sau sinh. Một phân tích chuyên sâu bởi Cochrane Collaboration kết luận rằng "đối với những bệnh nhân bị trầm cảm không theo mùa, liệu pháp ánh sáng mang lại hiệu quả khiêm tốn nhưng có vẫn hiệu quả chống trầm cảm." Một cuộc nghiên cứu có hệ thống năm 2008 kết luận rằng "liệu pháp ánh sáng toàn cảnh tổng thể là một ứng cử viên xuất sắc đưa vào danh mục điều trị có sẵn để điều trị chứng trầm cảm không theo mùa hiện nay như là liệu pháp bổ trợ cho thuốc chống trầm cảm hoặc cuối cùng là điều trị độc lập theo các nhóm cụ thể của bệnh nhân trầm cảm." Một đánh giá năm 2015 cho thấy các bằng chứng hỗ trợ cho liệu pháp ánh sáng là ít thuyết phục do các sai sót về phương pháp luận nghiêm trọng.

#### Rối loạn nhịp độ giấc ngủ hằng ngày mãn tính
Trong việc quản lý các rối loạn nhịp độ hằng ngày như rối loạn giai đoạn giấc ngủ đến trễ, thời gian phơi nhiễm ánh sáng là rất quan trọng. Quản lý việc tiếp xúc ánh sáng với mắt trước hoặc sau khi thiên để của nhịp độ nhiệt cơ thể có thể ảnh hưởng đến đáp tuyến pha (phase response curve). Sử dụng khi đánh thức cũng có hiệu quả đối với rối loạn thức-ngủ không-24 giờ. Việc sử dụng vào chiều tối được khuyến cáo cho những người có rối loạn giai đoạn giấc ngủ đến sớm. Một số, nhưng không phải tất cả, những người mù hoàn toàn có võng mạc đều nguyên vẹn, có thể có lợi từ liệu pháp ánh sáng.

#### Tình huống rối loạn nhịp độ giấc ngủ hằng ngày mãn tính
Liệu pháp ánh sáng đã được thử nghiệm cho những người bị rối loạn giấc ngủ do ca làm việc và mệt mỏi sau chuyến bay dài.

#### Rối loạn giấc ngủ trong bệnh Parkinson
Liệu pháp ánh sáng đã được thử nghiệm trong điều trị rối loạn giấc ngủ của bệnh nhân Parkinson.

### Vàng da ở trẻ sơ sinh (vàng da sau sinh)

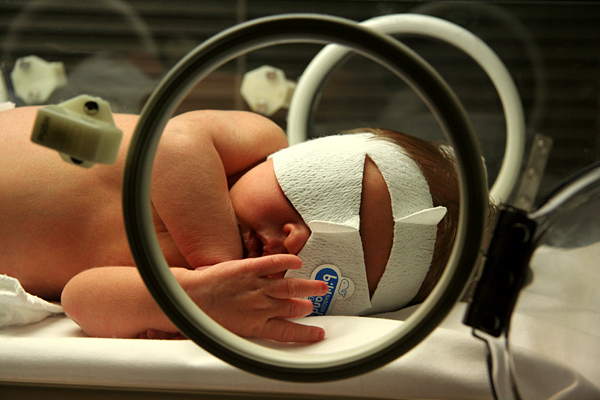
Một trẻ sơ sinh được trị liệu bằng ánh sáng trắng để điều trị chứng vàng da ở trẻ sơ sinh.

Phương pháp điều trị bằng ánh sáng được sử dụng để điều trị bệnh vàng da ở trẻ sơ sinh qua sự đồng phân hóa của bilirubin và do đó biến đổi thành các hợp chất mà trẻ sơ sinh có thể thải qua nước tiểu và phân. Cách điều trị thông thường của chứng vàng da ở trẻ sơ sinh là ánh sáng bili hoặc biliblanket.

## Kỹ thuật

### Liệu pháp quang động
Liệu pháp quang động là một hình thức trị liệu ánh sáng bằng cách sử dụng các hợp chất nhạy cảm ánh sáng không độc hại được phơi ra một cách có chọn lọc đối với ánh sáng, từ đó chúng trở nên độc đối với các tế bào bệnh ác tính và các tế bào bị bệnh khác.
Một trong những phương pháp điều trị này là sử dụng ánh sáng xanh lam với axit aminolevulinic để điều trị dày sừng quang hóa (actinic keratosis). Đây không phải là sự chấp thuận của FDA đối với mụn trứng cá ở Hoa Kỳ.

### Hộp ánh sáng

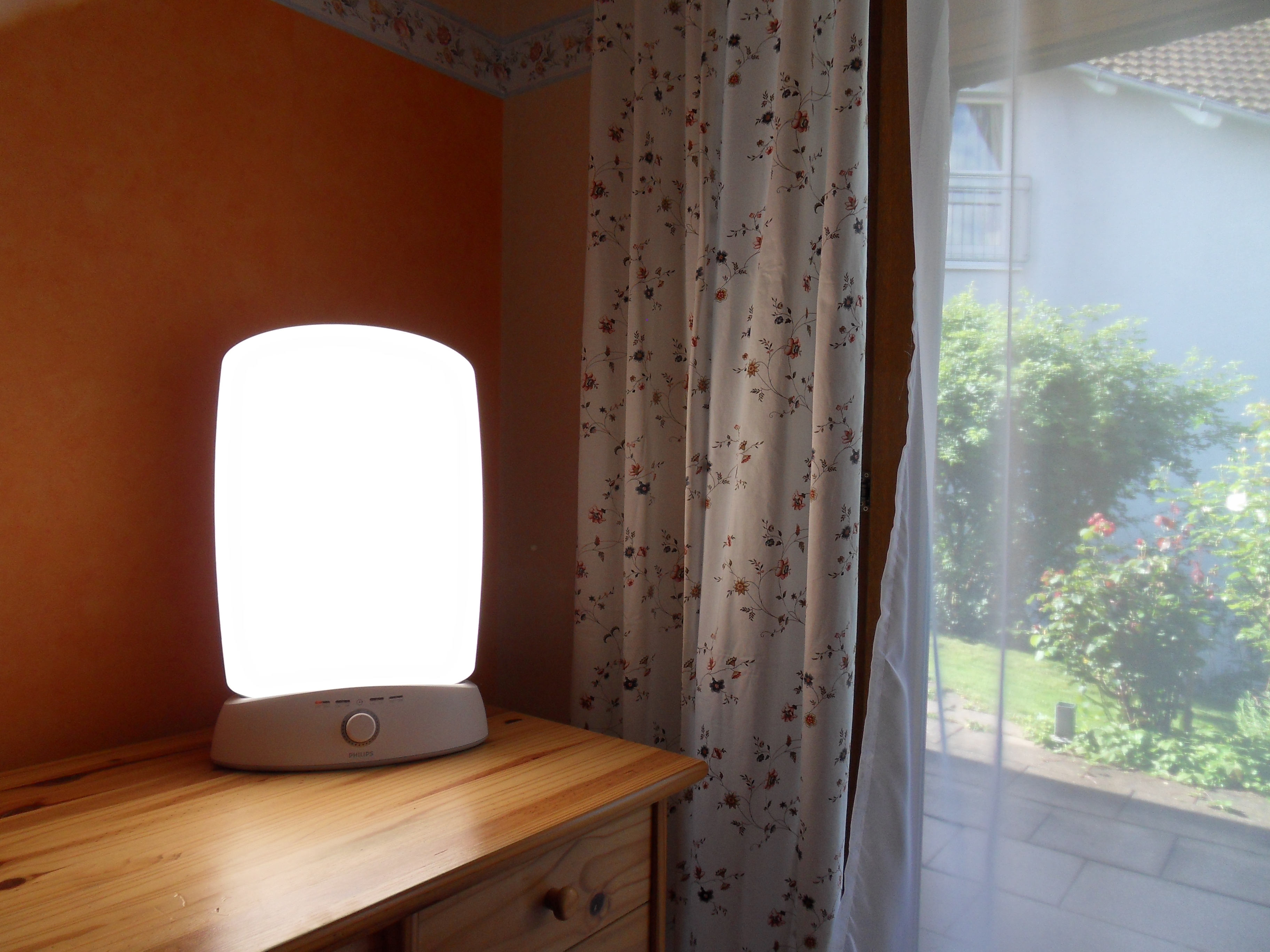
Độ sáng và nhiệt độ màu của ánh sáng từ hộp ánh sáng tương tự như ánh sáng ban ngày.

Việc sản xuất hormone melatonin bị ức chế bởi ánh sáng và cho phép trong bóng tối như được đăng ký bởi các tế bào hạch võng mạc nhạy ánh sáng (intrinsically photosensitive retinal ganglion cells). Ở một mức độ nào đó, điều ngược lại là đúng với serotonin, nó liên quan đến rối loạn tâm trạng. Do đó, với mục đích điều khiển mức melatonin hoặc thời gian, các hộp ánh sáng cung cấp các loại chiếu sáng nhân tạo rất cụ thể đến võng mạc mắt có hiệu quả.
Liệu pháp ánh sáng sử dụng hộp ánh sáng phát ra ánh sáng 10.000 lux ở một khoảng cách nhất định, sáng hơn nhiều so với bóng đèn thông thường hoặc cường độ thấp hơn bước sóng cụ thể của ánh sáng từ vùng xanh lam (460 nm) đến vùng xanh lá (525 nm) của phổ nhìn thấy được. Một nghiên cứu năm 1995 cho thấy điều trị bằng ánh sáng màu xanh lá 350 lux tạo ra sự ức chế melatonin và pha thay đổi tương đương với liệu pháp ánh sáng trắng 10.000 lux, nhưng một nghiên cứu khác được xuất bản vào tháng 5 năm 2010 cho thấy ánh sáng màu xanh lam thường được sử dụng cho điều trị trầm cảm theo mùa nên được thay thế bởi ánh sáng màu xanh lá hoặc trắng, vì có thể có sự tham gia của tế bào nón trong ức chế melatonin.
Trong điều trị, mắt của bệnh nhân đặt ở khoảng cách quy định từ nguồn sáng và ánh sáng chiếu vào võng mạc (thấp hơn). Điều này không đòi hỏi phải nhìn thẳng vào ánh sáng.
Có ba yếu tố chính cần xem xét: hiệu quả lâm sàng, an toàn mắt và da, sự thoải mái trực quan, Trung tâm Điều trị Môi trường (CET) khuyến cáo các tiêu chí sau để lựa chọn hộp ánh sáng:
- Các hộp ánh sáng đã được thử nghiệm thành công trong các thử nghiệm lâm sàng được đánh giá đồng đẳng.
- Hộp nên cung cấp ánh sáng 10.000 lux tại một khoảng cách ngồi thoải mái. Thông số kỹ thuật sản phẩm thường thiếu hoặc không xác minh; độ sáng có thể được kiểm soát bằng cách sử dụng đồng hồ đo ánh sáng.
- Đèn huỳnh quang nên có màn hình khuếch tán, lọc tia cực tím (UV). Tia UV có hại cho mắt và da.
- Ánh sáng xanh lam được biết đến là hiệu quả hơn ánh sáng đỏ trong việc quản lý các triệu chứng trầm cảm có mô hình theo mùa.[41]
- Ánh sáng phải được chiếu xuống hướng về phía mắt ở một góc để giảm tối thiểu nhìn thấy chói lóa.
- Nhỏ hơn không hẳn là tốt hơn; khi sử dụng một chiếc hộp ánh sáng nhỏ gọn, đầu cử động nhẹ sẽ làm mắt lệch ra khỏi phạm vi điều trị của ánh sáng.

## Rủi ro và biến chứng

### Tia cực tím
Tia cực tím gây ra tổn hại tới da người và ban đỏ kể cả với liều lượng nhỏ. Đây là trung gian của thiệt hại di truyền, thiệt hại collagen, cũng như tiêu hủy vitamin A và vitamin C trong da và tạo ra gốc tự do. Tia cực tím cũng được biết đến là một yếu tố gây ra đục thủy tinh thể. Phơi nhiễm tia cực tím có liên quan đến tỷ lệ mắc bệnh ung thư da.

### Ánh sáng nhìn thấy được
Bức xạ quang học của bất kỳ loại cường độ nào đều gây tổn hại cho mắt và da bao gồm bỏng kết giác mạc do ánh sáng (photoconjunctivitis and photokeratitis). Các nhà nghiên cứu đã đặt câu hỏi liệu việc hạn chế tiếp xúc với ánh sáng xanh lam có thể làm giảm nguy cơ thoái hóa điểm vàng liên quan đến tuổi tác. Có báo cáo rằng liệu pháp ánh sáng kích thích sản xuất các hormone sinh dục, như testosterone, hormone lutein hóa, hormone kích thích nang trứng, estradiol.
Đèn quang trị liệu hiện đại được sử dụng để điều trị trầm cảm theo mùa và rối loạn giấc ngủ có màng lọc ra hoặc không phát ra tia cực tím và được coi là an toàn và hiệu quả, miễn là thuốc cảm quang không được thực hiện cùng một lúc và trong trường hợp không có các chứng bệnh về mắt hiện có. Quang trị liệu là một điều trị thay đổi tâm trạng, cũng giống như điều trị bằng thuốc, có khả năng kích hoạt trạng thái hưng cảm từ trạng thái trầm cảm, gây ra lo âu và các tác dụng phụ khác. Mặc dù những tác dụng phụ này thường kiểm soát được, nhưng khuyên bệnh nhân nên điều trị ánh sáng dưới sự giám sát của bác sĩ lâm sàng có kinh nghiệm hơn là cố gắng tự điều trị.
Chống chỉ định của liệu pháp ánh sáng cho trầm cảm theo mùa bao gồm những chứng bệnh có thể làm cho mắt dễ bị tổn thương hơn với nhiễm độc ánh sáng, xu hướng hướng tới hưng cảm, tình trạng da nhạy ánh sáng, hoặc sử dụng một loại thảo mộc nhạy cảm quang học (như Hypericum perforatum) hoặc dùng thuốc. Bệnh nhân bị rối loạn chuyển hóa porphyria (porphyria) nên tránh hầu hết các hình thức trị liệu bằng ánh sáng. Bệnh nhân dùng một số thuốc nhất định như methotrexate hoặc chloroquine nên thận trọng khi dùng liệu pháp ánh sáng vì có thể các thuốc này có thể gây rối loạn chuyển hóa porphyria.
Tác dụng phụ của liệu pháp ánh sáng đối với rối loạn giai đoạn giấc ngủ bao gồm hay hoảng hốt bồn chồn hoặc tức giận, nhức đầu, kích ứng mắt và buồn nôn. Những than phiền thể chất không phải trầm cảm chẳng hạn như thị lực kém và phát ban da hoặc kích ứng, có thể cải thiện với liệu pháp ánh sáng.

## Lịch sử
Nhiều nền văn hoá cổ xưa đã thực hiện các hình thức trị liệu ánh sáng khác nhau, bao gồm người Hy Lạp cổ đại, Ai Cập cổ đại, và La Mã cổ đại. Những người định cư ở Inca, người Assyria và người Đức xa xưa cũng tôn thờ mặt trời như một vị thần mang lại sức khỏe. Các tài liệu y học Ấn Độ từ năm 1500 TCN mô tả cách điều trị kết hợp các thảo mộc với ánh sáng mặt trời tự nhiên để điều trị các vùng da không có sắc tố. Kinh điển Phật giáo từ những tài liệu Trung Hoa năm 200 sau Công nguyên và thế kỷ 10 cung cấp các tham khảo tương tự.
Bác sĩ người Faroe Niels Ryberg Finsen được cho là cha đẻ của phương pháp trị liệu bằng ánh sáng hiện đại. Ông đã phát triển nguồn sáng nhân tạo đầu tiên cho mục đích này. Finsen đã sử dụng ánh sáng bước sóng ngắn để điều trị bệnh lao da (lupus vulgaris), một chứng nhiễm trùng da do Mycobacterium tuberculosis gây ra. Ông cho rằng tác động có lợi là do ánh sáng cực tím giết chết vi khuẩn nhưng những nghiên cứu gần đây cho thấy rằng ống kính và hệ thống lọc của ông không cho phép bước sóng ngắn như vậy đi qua, dẫn đến kết luận rằng ánh sáng khoảng 400 nanomét tạo ra phản ứng oxy giết chết vi khuẩn. Finsen cũng sử dụng ánh sáng đỏ để điều trị thương tổn bệnh đậu mùa. Ông đã nhận được giải Nobel Sinh lý học và Y khoa năm 1903. Bằng chứng khoa học cho một số phương pháp điều trị của ông bị thiếu, bệnh đậu mùa bị diệt trừ sau này và phát triển kháng sinh cho bệnh lao dẫn tới liệu pháp ánh sáng lỗi thời với những bệnh này.
Từ cuối thế kỷ 19 đến đầu những năm 1930, liệu pháp ánh sáng được coi là một liệu pháp y học hiệu quả và chính thống ở Anh về tình trạng bệnh như "trẻ ốm yếu" và các bệnh khác. Các thử nghiệm có kiểm soát của nhà khoa học y khoa Dora Colebrook do Hội đồng Nghiên cứu Y khoa ủng hộ chỉ ra rằng liệu pháp ánh sáng không có hiệu quả đối với nhiều tình trạng bệnh như vậy.
Kể từ đó một loạt các phương pháp điều trị bằng cách sử dụng ánh sáng có kiểm soát đã được phát triển. Mặc dù sự hiểu biết phổ biến của mọi người về "liệu pháp ánh sáng" có liên quan đến điều trị trầm cảm theo mùa, rối loạn nhịp độ hằng ngày và các bệnh ngoài da như bệnh vẩy nến, các ứng dụng khác bao gồm việc sử dụng liệu pháp laser cấp thấp, ánh sáng đỏ, ánh sáng cận hồng ngoại và tia cực tím để điều trị đau, điều trị da, mọc tóc và làm lành nhanh vết thương.